# Göteborgs stads bostadsaktiebolag
Göteborgs stads bostadsaktiebolag, Bostadsbolaget, är ett av Göteborgs allmännyttiga bostadsföretag och ingår i koncernen Förvaltnings AB Framtiden. På Bostadsbolaget arbetar över 400 medarbetare med att ta hand om de närmare 25 000 lägenheterna och 50 000 hyresgästerna. Bostadsbolaget finns över hela Göteborg och erbjuder hyreslägenheter i nästan alla stadsdelar. Inom bostadsbeståndet finns även trygghetsboenden och studentbostäder. Bostadsbolaget är Göteborgs äldsta allmännyttiga bolag och grundades 1945.
Bostadsbolaget är sedan år 2000 certifierat enligt ISO 14001.

## Historia
Bostadsbolaget grundades 1945, efter andra världskriget, med syfte att i enlighet med den rådande bostadspolitikens målsättningar främja bostadsförsörjningen och bygga bort trångboddheten som rådde. Det första nybyggnadsprojektet blev bostadsområdet Torpa 1948-52. Sedan dess har Bostadsbolaget färdigställt tusentals lägenheter runt om i Göteborg, allt från Rannebergen längst i nordost till Tynnered i väster samt Södra och Norra Biskopsgården på Hisingen. Miljonprogramsområdet Hammarkullen har också byggts av Bostadsbolaget. I de centrala delarna av staden har bolaget producerat lägenheter i Västra Nordstaden, Vasastan och Haga samt i Landala, på Guldheden och vid Heden. Sedan 2000 har bolagets nyproduktion framförallt skett på Eriksberg och i Kvillebäcken - två av Göteborgs senaste bostadsområden.

## Kulturhistoriskt värdefull bebyggelse och byggnadsminnesförklarade hus
Bostadsbolagets områden omfattar en del kulturhistoriskt värdefull bebyggelse, som i Torpa och Guldheden, eftersom de speglar sin tids idéer om folkhemmet och grannskapsenheter. I Vasastan återfinns det byggnadsminnesförklarade Tomtehuset på Vasagatan 11. Det uppfördes år 1888-90 efter ritningar av Hans Hedlund och Yngve Rasmussen och har fasadmålningar som illustrerar familjemedlemmarnas yrken i den dåvarande ägarfamiljen Hedlund. Även i Haga finns byggnader som är byggnadsminnesförklarade.

## Trygghetsboende
Ett flertal fastighetsägare i Göteborg, såväl privata som allmännyttiga, erbjuder trygghetsboenden för de som fyllt 70 år och vill bo kvar i en vanlig bostad men med större gemenskap och trygghet. Bostadsbolaget erbjuder trygghetsboende i Majviken, Rannebergen och Öster om Heden.

## Konst i bostadsområden
Bostadsbolaget har försett många av sina bostadsområden med olika former av konstverk. Genom åren har man byggt upp en ansenlig samling verk av konstarter och med många representerade konstnärer. En del av dessa konstverk finns samlade i boken Vår bästa konst som Bostadsbolaget utgav i samband med 60-årsjubileet 2005.

## Boendekonceptet Next Step Living
I september 2010 invigdes Bostadsbolagets första livsstilsboende i Majviken i stadsdelen Majorna i Göteborg, utformat efter ett koncept som bolaget kallar Next Step Living. Huset byggdes ursprungligen på 1960-talet som ett kollektivhus där de boende hade tillgång till en värdinna och ett stort antal tjänster. Dessa avvecklades efter hand som efterfrågan minskade, men efter en ombyggnad av de gemensamma ytorna återuppväcks den gamla kollektivtanken för ökad gemenskap i boendet.